# 満天姫

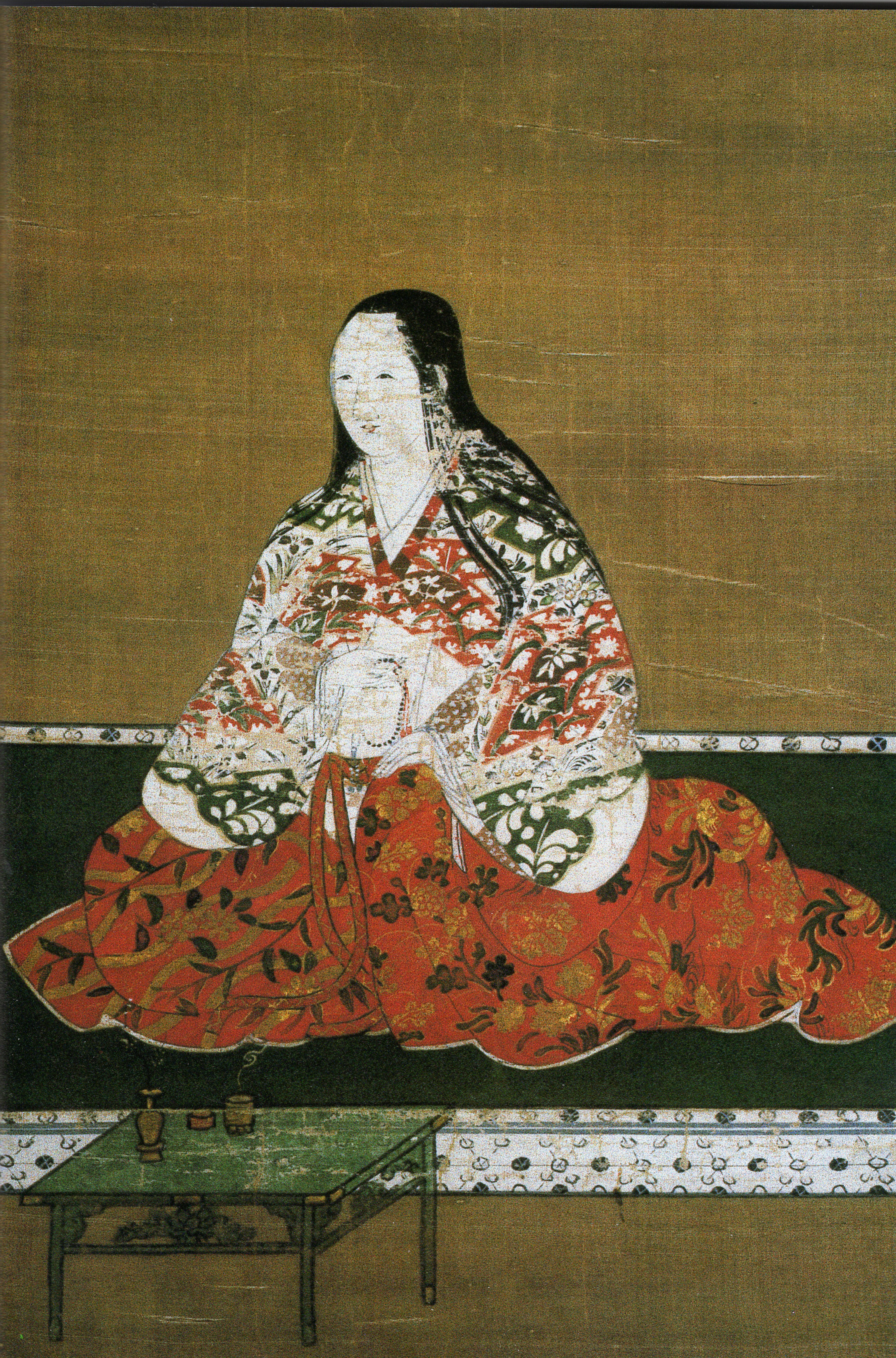
満天姫像(長勝寺蔵)

満天姫（まてひめ、天正17年（1589年）? - 寛永15年3月22日（1638年5月5日））は、安土桃山時代から江戸時代初期の女性で、徳川家康の異父弟・下総関宿藩主松平康元の娘。福島正之の正室として大道寺直秀をもうけ、のち津軽信枚の正室として津軽信英をもうけた。院号は葉縦院（ようじゅういん）。

## 略伝

### 最初の結婚と離婚
伯父の家康の養女となり、慶長4年（1599年）に福島正則の養嗣子福島正之に嫁ぐ。しかし、慶長12年（1607年）、正之が乱行のため幽閉され、死去するに至る。このとき、満天姫は正之の子を妊娠しており、程なく男児（後の大道寺直秀）を出産するが、正則の判断もあって徳川家に帰された。
異説では、正則の晩年に嫡子の忠勝が生まれると正之が邪魔になったが、その妻の満天姫がいる以上、廃嫡にできなかった。そこで、忠勝が元服するまで成長するのを待ってから正之を暗殺し、満天姫を手放さぬよう、まだ9歳の忠勝の妻にした。満天姫は忠勝より10歳ぐらい年上となる。慶長16年（1611年）の加藤清正の死など、豊臣恩顧の大名に世代交代が進んでくると、幕府は福島家に対して強硬姿勢を取り始め、満天姫の離縁を強行して家康の孫にあたる幼子と共に引き上げを断行した。

### 再婚と子供たち
慶長18年（1613年）、天海の進言もあり、家康は満天姫を津軽弘前藩主津軽信枚に再嫁させることにした。しかし信枚は、兄津軽信建が小姓仲間であった石田重成とその妹辰姫を関ヶ原の戦いの後に津軽に匿っていた縁から、辰姫を正室として既に迎えていた。
結局、辰姫は関ヶ原の戦いの論功として津軽家が得ていた飛び地領の上州大館村（現在の群馬県太田市）に、側室へ降格されて移されることとなり、満天姫は正室として迎えられた。福島正之との間に儲けた男児も一緒だった。
しかし、信枚は辰姫のことが忘れられず、参勤交代の際には大館村の辰姫の居館に立ち寄り、睦み合っていた。その結果、辰姫は身ごもり、元和5年（1619年）に男児を出産し、平蔵と名付けられた。信枚は、平蔵を自分の世継ぎにしたいと満天姫に懇願した。一方、満天姫も元和6年（1620年）に男児（後の津軽信英）を出産する（ただし、側室の生まれとする地元の資料があるとされ、満天姫の子ではないとする意見もある）。
辰姫は元和9年（1623年）に32歳で没したため、平蔵は上州大館村より江戸藩邸に迎え入れられ、信枚の世継ぎとして育てられた。平蔵は、後に信枚の跡を継いで第3代藩主津軽信義となる。
満天姫が福島正之との間にもうけた男児は、弘前藩の家老となっていた大道寺直英（後北条氏家臣大道寺政繁の養子）の養子に出され、大道寺直秀と名乗ることとなった。また、信枚と満天姫との間に生まれた男児は、後に弘前藩の支藩黒石藩の祖の津軽信英となる。

### 転封の危機
元和5年（1619年）6月、幕府は広島藩主である福島正則に津軽への転封を、津軽家には信濃川中島藩への転封を命じる内示を出した。一見これは栄転に見えるが、実収入、移転にかかる諸費用、父祖の地を離れることなどを考えると、決して割のいい話ではない。この内示は実現寸前となり、信枚は移転費用捻出のため佐竹義宣より借財したり、家中の準備をさせる旨、家臣に通達している。しかし結局、藩主の信枚や満天姫らの幕閣に対する工作により、内示から1ヶ月も経たないうちに津軽家の移封は取り消された。代わって福島正則が信濃川中島藩に移された。

### 夫の死と福島氏再興運動の悲劇
寛永8年（1631年）に信枚が没し、信義が3代藩主となった。以後、満天姫は葉縦院と号するようになる。
一方で直秀が、自らは福島正則の孫であるとして、この頃改易され3千石の旗本にまで身分を落としていた福島家の大名家再興を考えるようになり、しきりに活動するようになる。葉縦院は、直秀の活動は幕府の心証を害し、津軽家に災いとなると考え、直秀を諫めた。しかし直秀は一向に考えを改めることなく、江戸へ上って幕府に対し、自身を当主とした福島家再興を訴えると言い出した。寛永13年（1636年）、江戸に出発するため葉縦院の居所へ挨拶に訪れた直秀は、葉縦院に勧められるまま杯を空けると、急に苦しみだして死んでしまう。この事件は毒殺説がある。
寛永15年（1638年）、葉縦院は弘前で生涯を終えた。長勝寺（青森県弘前市）に霊屋（国の重要文化財）がある。

## 関ヶ原合戦図屏風
家康は、慶長5年（1600年）9月15日の関ヶ原の戦いで土佐派の絵師（土佐光吉かその周辺の人物）を戦場に同行させていた。そして描かせた「関ヶ原合戦図屏風」を気に入り、駿府城広間に飾っていた。その合戦図屏風は、八曲二双の四隻三十二扇まである大屏風だったと考えられ、それには満天姫の亡き最初の夫・福島正之の活躍も描かれており、満天姫は津軽信枚へ再嫁する際に嫁入り道具に欲しいと家康にせがんだ。家康は一旦は断ったが、満天姫の身の上を不憫に思い懇願に負け、合戦図屏風は津軽家へ輿入れで持参された。
それが、1996年に国の重要文化財に指定されて大阪歴史博物館が所蔵している通称「津軽屏風」であるが、満天姫に許されたのは全体の半分の2隻だけだったらしく、現存の合戦図屏風は第1隻（第1 - 第8扇）と第3隻（第17 - 第24扇）に当たるものと考えられている。第1隻と推測される方には、決戦前日での関ヶ原の地より東方である大垣城から杭瀬川の戦い、美濃赤坂（現在の岐阜県大垣市赤坂町にある安楽寺）の家康本営までの光景が描かれており、第3隻と推測される方には、決戦当日の東軍諸隊が石田三成の陣所笹尾山に攻め寄せている様子から、天満山での宇喜多秀家隊と福島正則隊の戦い、鉄砲隊が小早川秀秋の拠る松尾山めがけ撃ちかけているなど、戦場西側の光景が描かれている。
関ケ原合戦図屏風はこの他にも全国に十数点あるが、この大阪歴史博物館蔵「津軽屏風」が最古と言われている。

## フィクションにおける満天姫
小説
- 高橋銀次郎『満天姫伝』（2011年、叢文社）
- 葉室麟『津軽双花』（2016年、講談社）

ゲーム
- 戦国大戦 - 1600 関ヶ原 序の布石、葵打つ-（TCAG、2014年 演：洲崎綾）

演劇
- シュウさんと修ちゃんと風の列車（2009年 演：工藤千夏）
- 満天の桜（2012年 演：中地美佐子）